# 核果结螺
核果结螺（学名：Morula funiculus），是新腹足目骨螺科Morula的一种。主要分布于印度尼西亚、台湾，常栖息在潮间带。